# Schloss Maintenon

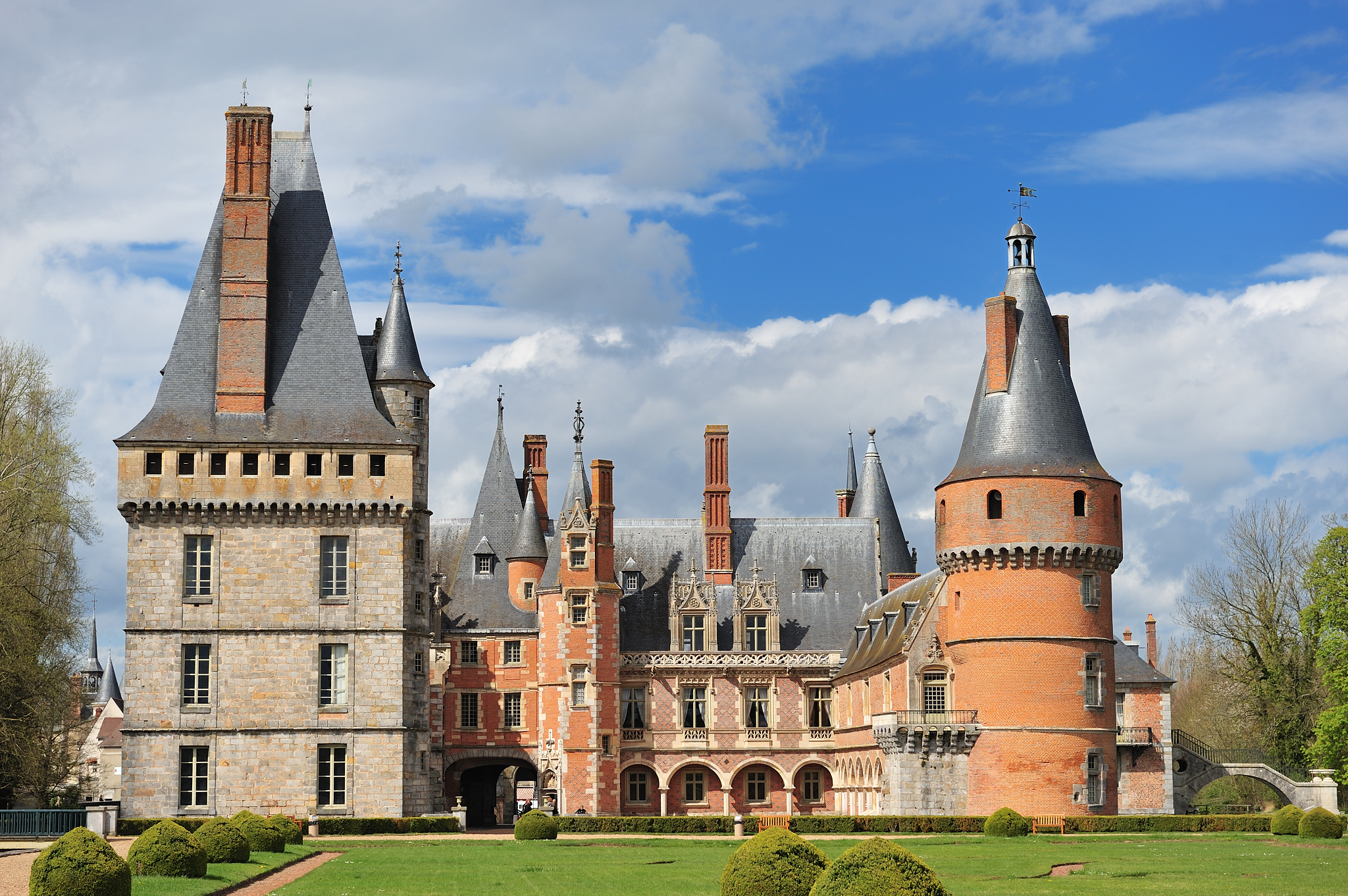
Schloss Maintenon von Süden: links der Donjon, in der Mitte das Corps de Logis und rechts einer der runden Ecktürme mit dem Ostflügel

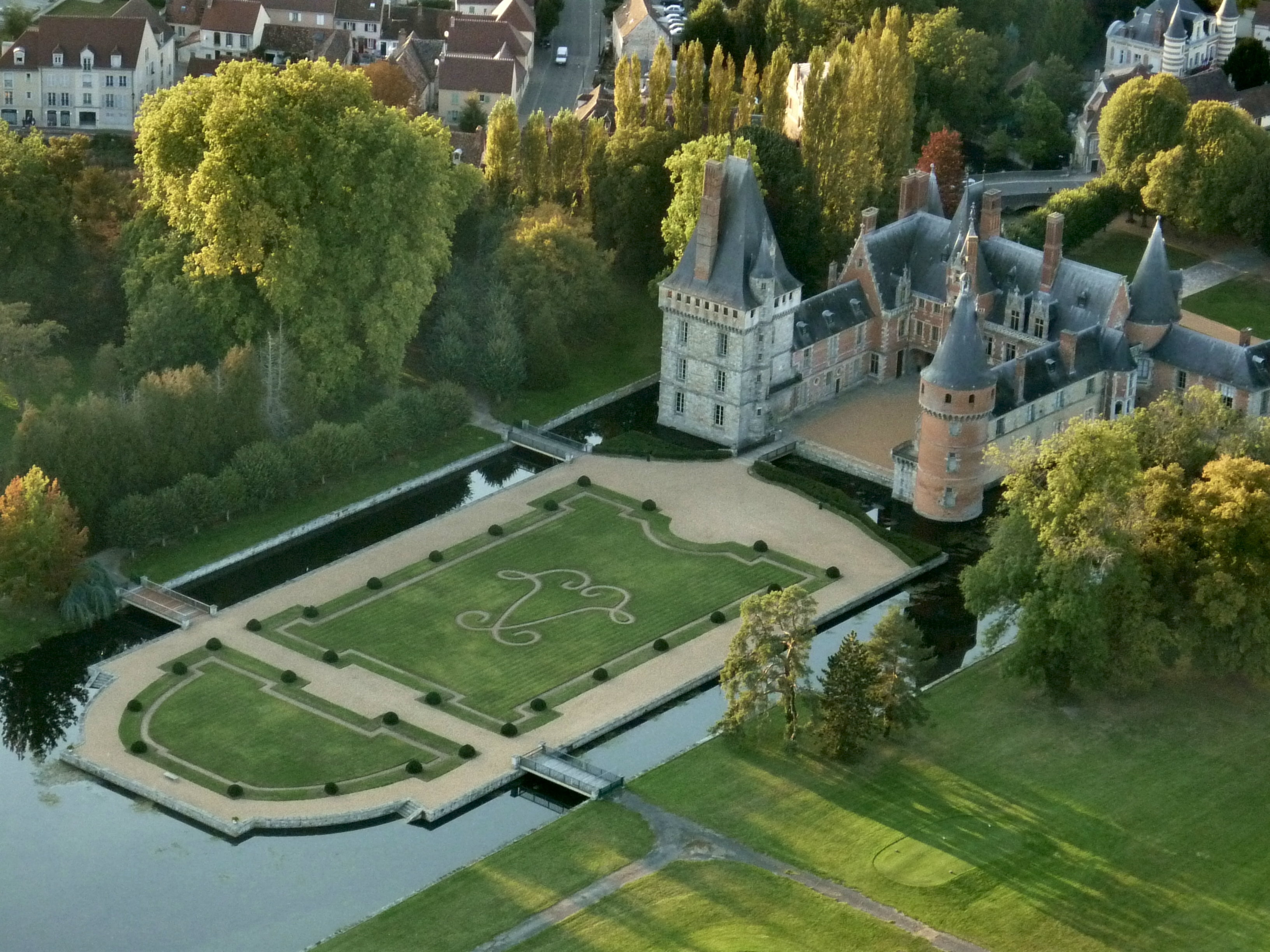
Luftaufnahme des Schlosses

Das Schloss Maintenon (französisch Château de Maintenon) ist ein Landschloss in der französischen Stadt Maintenon im Département Eure-et-Loir etwa 60 Kilometer südwestlich von Paris und rund 17 Kilometer nordwestlich von Chartres. Das Wasserschloss steht in der Region Centre-Val de Loire in der fruchtbaren Landschaft der Beauce und geht auf eine mittelalterliche Burg zurück.
Im Tal der Eure gelegen, wurde es im 17. Jahrhundert vor allem durch seine damalige Eigentümerin Madame de Maintenon, die Mätresse und heimliche Ehefrau Ludwigs XIV., bekannt. In jener Zeit hielten sich neben dem französischen König dort auch zahlreiche andere Mitglieder des Hofes auf. Zum Beispiel brachte dort Madame de Montespan am 4. Mai 1677 ihre Tochter Mademoiselle de Blois zur Welt.
Das Schloss wurde mitsamt dem ihn umgebenden Park am 25. Juli 1944 als Monument historique unter Denkmalschutz gestellt und kann von Mitte Februar bis Mitte Dezember besichtigt werden.

## Beschreibung

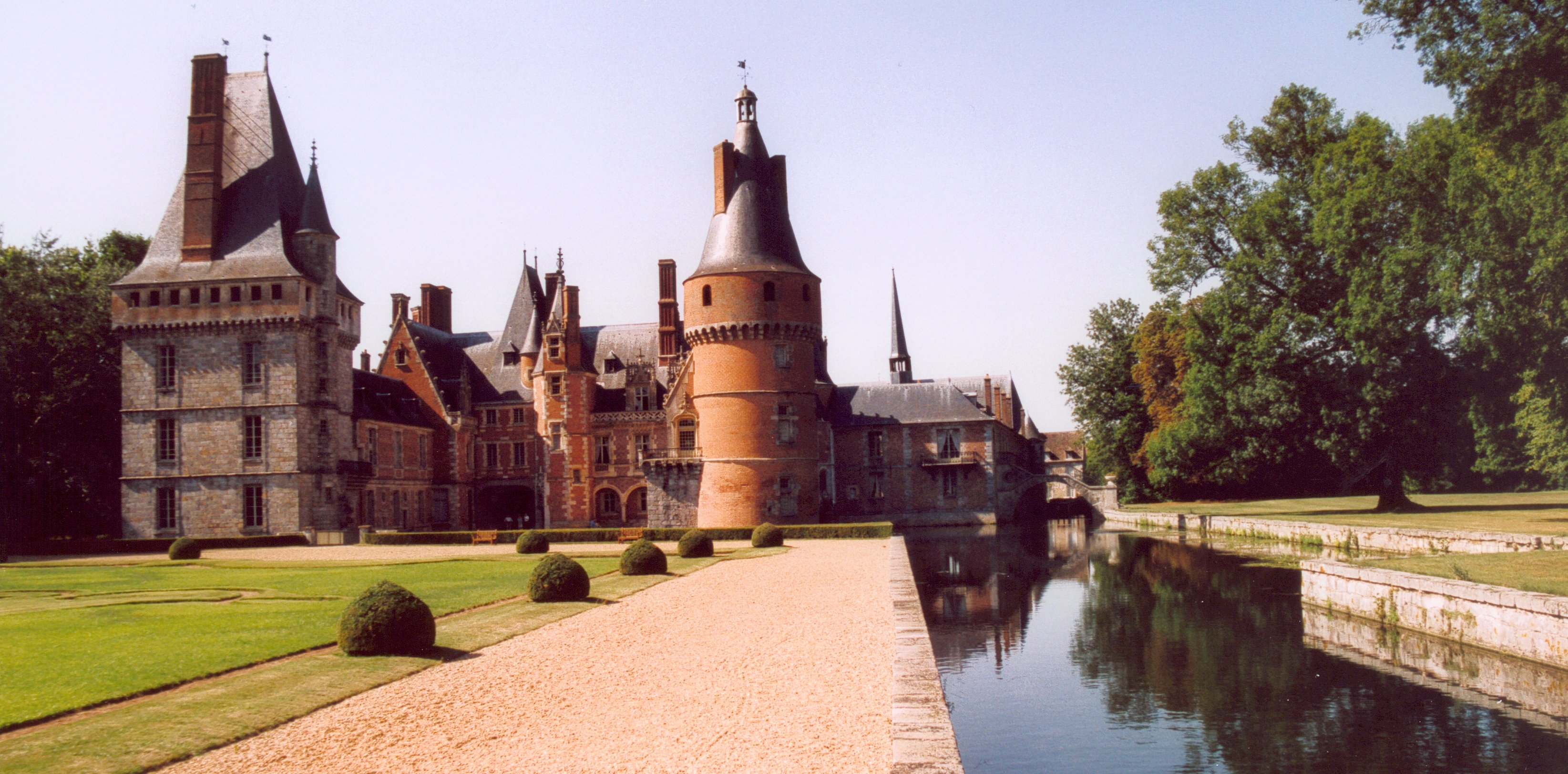
Blick in den Ehrenhof des Schlosses mit einem Teil des Kanals und dem Rasenparterre im Park

Schloss Maintenon ist ein dreiflügeliges Gebäude, das durch einen langen Galeriebau im Norden mit der Kirche Saint-Nicolas verbunden ist. Südlich und westlich des Schlossbaus liegt der dazugehörige Schlosspark. Im Gegensatz zu den in der Barockzeit üblicherweise mit offenem Ehrenhof zur dazugehörigen Siedlung geplanten Palästen ist der Hof des Schlosses von Maintenon in Richtung des Parks geöffnet.

### Schlossgebäude

#### Das Äußere
Ältester Bestandteil des heutigen Schlosses ist der mächtige viereckige Donjon an der Südwestecke. Seine vier Geschosse, von denen das oberste mit Maschikulis ausgestattet ist, werden von einem hohen, mit Schiefer gedeckten Steildach abgeschlossen. Über seiner Tür findet sich das Wappen Françoise d’Aubignés.

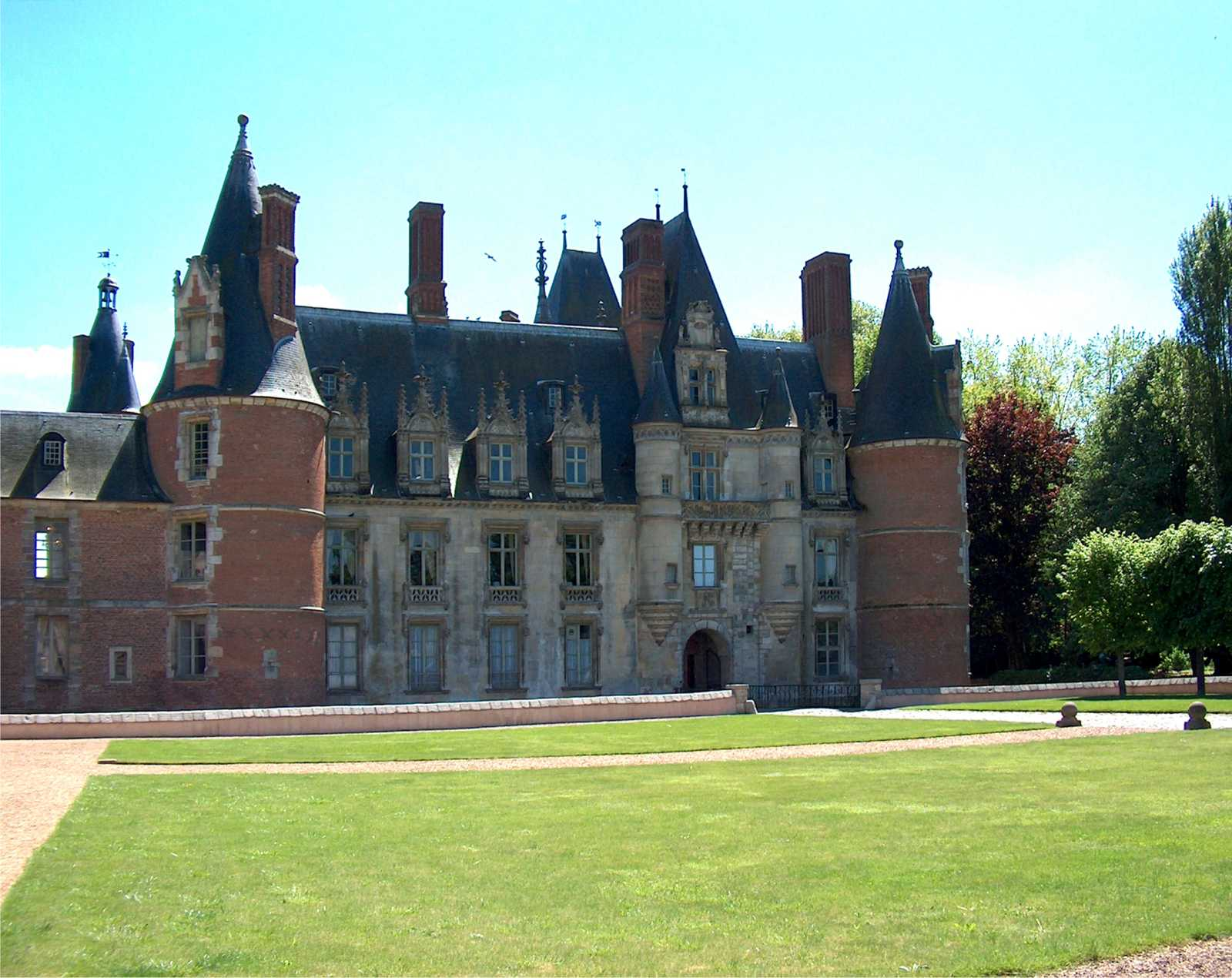
Außenfassade des Corps de Logis

Durch den Westflügel und den nordwestlichen Eckturm ist der Donjon mit dem nördlichen Gebäudetrakt, dem zweigeschossigen Corps de Logis, verbunden, das ebenfalls ein Steildach besitzt. Seine im 16. Jahrhundert unter Jean Cottereau erbaute, nach Norden gerichtete Außenfassade wurde aus hellem Haustein gefertigt. Das Rundbogenportal wurde in einen Pavillonbau integriert und ist an beiden Seiten von kleinen Türmchen flankiert, welche die Embleme ihres Erbauers Jean Cottereau zeigen: drei Eidechsen. Dazwischen findet sich über der Toreinfahrt, zu der im Mittelalter eine Zugbrücke führte, ein kleiner Balkon. An den Tympana der die Dachfenster krönenden Lukarnen finden sich an dieser Seite zudem die Initialen des Bauherrn, jedoch sind diese Bauelemente keine Originale, sondern Zutaten einer im 19. Jahrhundert vorgenommenen Restaurierung. Lediglich die Lukarne über dem Eingang stammt mit ihren Pilastern und ihrem Tabernakel aus der Errichtungszeit des Flügels. Die zum Innenhof zeigende Fassade wurde aus rotem Backstein errichtet, die durch Einsatz von rautenförmig angeordneten schwarzen Ziegeln aufgelockert wird. Die an dieser Seite vorhandenen, von hellen Hausteinen gefertigten Rahmungen der Kreuzstockfenster erinnern an den Flügel Ludwigs XII. in Blois. Über einen achteckigen Treppenturm an der Hofseite sind die oberen Etagen des Corps der Logis erschlossen. Neben seiner Eckquaderung besitzt er über dem Eingang als skulptiertes Dekor ein gotisch anmutendes Kielbogenfeld, in dem neben Jean Cottereaus Emblem der drei Eidechsen der Heilige Georg mit dem Drachen zu sehen ist.
Über den Rundbögen der zur Hofseite gelegenen, offenen Galerie des Nordflügels befinden sich die Wappensteine Jean Cottereaus. Die Rundbögen setzten sich im angrenzenden Erdgeschoss des Ostflügels fort. Dieser eingeschossige Bau mündet an seinem südlichen Ende in einen viergeschossigen Rundturm, dessen Dach eine Laterne mit Wetterfahne besitzt. Sein oberstes Geschoss ruht auf Kragsteinen, welche die Kennzeichen Jean Cottereaus aufweisen, und besitzt Maschikulis.

#### Innenräume

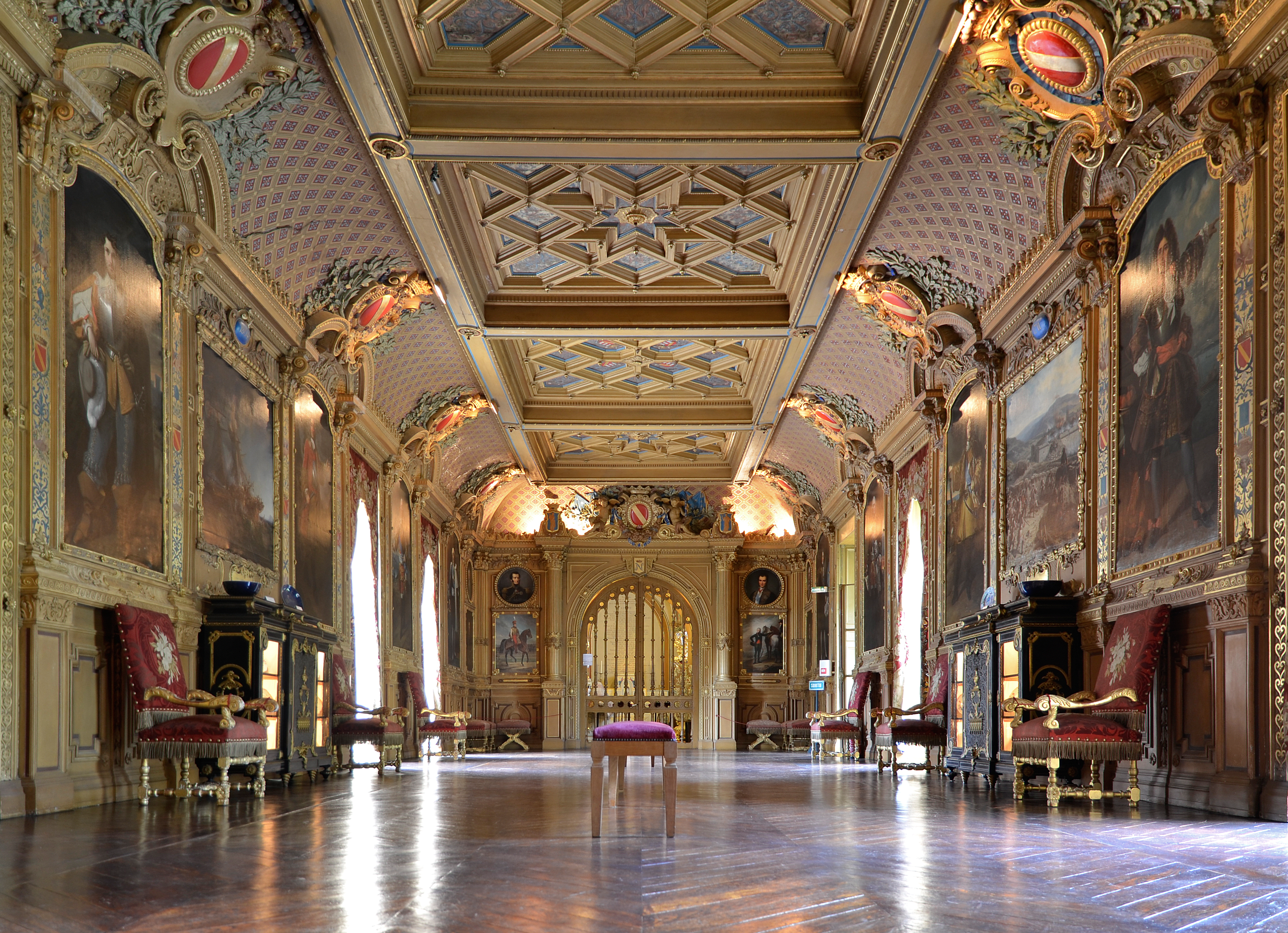
Die mehr als 60 Meter lange Galerie führt vom Corps de Logis in die Kirche Saint-Nicolas

Viele der Innenräume des Schlosses sind gegen Entgelt der Öffentlichkeit zugänglich und präsentieren sich nach einer Restaurierung im Stil des 17. Jahrhunderts. Dazu gehören der frühere Gardensaal (französisch: salle des gardes) mit einer Täfelung aus Holz und einer Wandbespannung aus Cordovan-Leder, der später als Esszimmer genutzt wurde, sowie das einstige Schlafzimmer Ludwigs XIV. Daneben stehen dem Besucher die Grande galérie mit den mehrheitlich nicht authentischen Porträts von Mitgliedern der Familie Noailles und die einstigen Appartements Madame de Maintenons zur Besichtigung offen. Deren Gliederung folgt dem „klassischen“ Vorbild: Einem Vorzimmer mit Wandbespannungen aus Leder mit Vergoldungen folgt ein Schlafzimmer, dessen Baldachinbett hinter einer hölzernen Balustrade mit vergoldeten Balustern steht. Über dem Kamin des Schlafzimmers hängt ein Porträt Ludwigs XIV., das nach einem Original Hyacinthe Rigauds angefertigt wurde. An das Schlafzimmer grenzen zwei kleinere Kabinette, von denen das eine als Arbeitszimmer genutzt wurde und das andere heute neben einer Sänfte diverse Porträtgemälde zeigt, unter anderem eines der Madame de Maintenon, das von Pierre Mignard angefertigt wurde.
Im östlichen Flügel des Schlosses befindet sich das kleine Oratorium im Stil des Flamboyants, dessen Buntglasfenster neben dem Wappen Jean Cottereaus Szenen der Passion zeigen und noch aus dem 16. Jahrhundert stammen. Der Raum besitzt eine Decke mit Kreuzgratgewölbe. Zwei Marmorstatuen repräsentieren die Jungfrau Maria und den Erzengel Gabriel.

### Kirche Saint-Nicolas
Die durch eine lange Galerie mit dem Nordflügel des Schlosses verbundene Kirche Saint-Nicolas wurde von Jean Cottereau im ersten Viertel des 16. Jahrhunderts anstelle eines Vorgängerbaus aus dem 12. Jahrhundert errichtet. Letzterer war im Hundertjährigen Krieg zerstört worden. Sehr wahrscheinlich – gemäß den damals üblichen Bräuchen – ließ Cottereau sie als Grablege für seine Familie erbauen, doch ist nicht überliefert, ob er auch tatsächlich dort beerdigt wurde, denn weder sein genaues Todesdatum noch sein Begräbnisplatz sind überliefert. Jedoch ist verbürgt, dass sein Enkel Jacques II. d’Angennes im Jahr 1647 in der Kirche begraben wurde. Sein Grabmal ist aber nicht mehr erhalten, weil es gemeinsam mit den Gräbern der Kanoniker während der Französischen Revolution zerstört wurde.
Das spitzgiebelige Kirchengebäude besitzt an seiner Stirnseite eine für die Gotik typische Rosette. Darunter befindet sich sein Rundbogenportal mit einer Archivolte, die mit skulptiertem Laubwerk und Arabesken verziert ist. Seine Spitzbogenfenster weisen am oberen Ende jeweils ein Maßwerk auf. Das Dach der Kirche wird von einem kleinen Turm abgeschlossen, der früher als Glockenturm diente, heute aber keine Glocke mehr beherbergt. Im Inneren findet sich unter einem Kreuzrippengewölbe am Ende des Kirchenschiffs eine halbrunde Apsis.

### Schlosspark

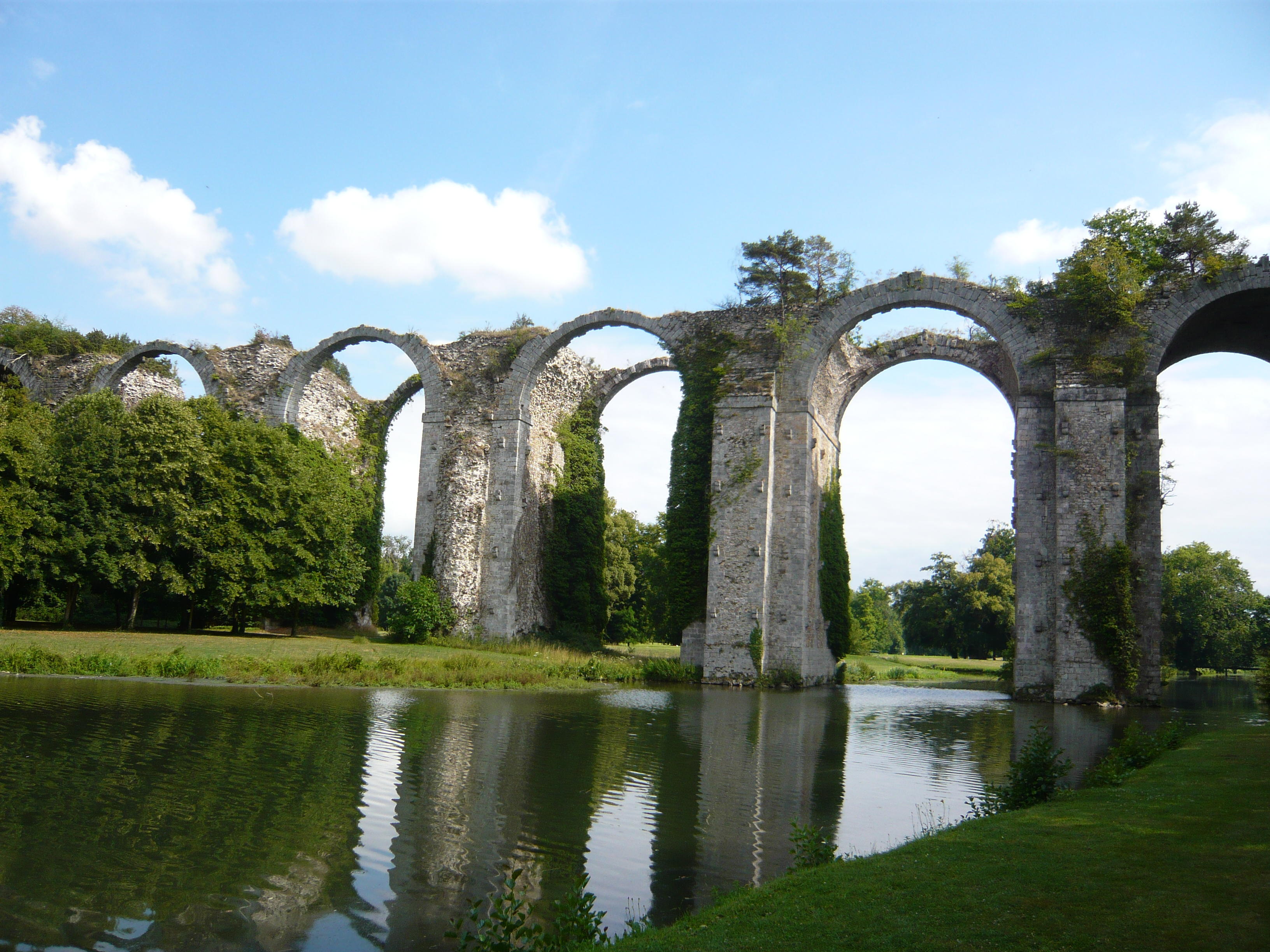
Im Schlosspark von Maintenon steht die Ruine eines Aquädukts

Der Schlosspark präsentiert sich heute im Stil eines Englischen Landschaftsgartens und basiert auf einem von André Le Nôtre entworfenen Barockgarten. Er ist, wie viele von Le Nôtres Werken, durch einen dominierenden Kanal gegliedert, der vom Wasser der Eure und der Voise gespeist wird. In seinem nördlichsten Abschnitt umfließt sein Wasser eine Garteninsel mit einem für französische Gärten typischen Rasenparterre. Den weitläufigen Park durchziehen zahlreiche weitere Wassergräben, über die insgesamt mehr als 30 Brücken hinwegführen. Ein Teilabschnitt des Kanals wird von zwei Allen flankiert, die Le-Nôtre-Allee (französisch: Allée Le Nôtre) und Racine-Allee (französisch: Allée Racine) genannt werden und damit an ihren geistigen Vater sowie einen während des 17. Jahrhunderts auf Schloss Maintenon gern gesehen Gast, Jean Racine, erinnern, der dort seine beiden Stücke Esther und Athalie verfasste. Im südlichen Teil des Gartens stehen die pittoresken Ruinen des nie fertiggestellten Aquädukts von Maintenon, das Ludwig XIV. in Auftrag gegeben hatte. Der vom Schloss weiter entfernte Bereich des Parks wird heute durch einen Golfclub genutzt.

## Geschichte
Die Wurzeln der heutigen Schlossanlage gehen auf das 13. Jahrhundert zurück, als die damalige Burg lediglich aus einem mächtigen Donjon bestand, der durch Vasallen des Grafen von Montfort erbaut worden war. Ende des 15. Jahrhunderts war sie im Besitz von Amaury (de) Loresse und zu einer viereckigen, von Wassergräben umgebenen Anlage ausgebaut worden, an deren Ecken der Donjon und drei Rundtürme aus Backstein standen, die durch Kurtinen mit Wehrgängen verbunden waren.

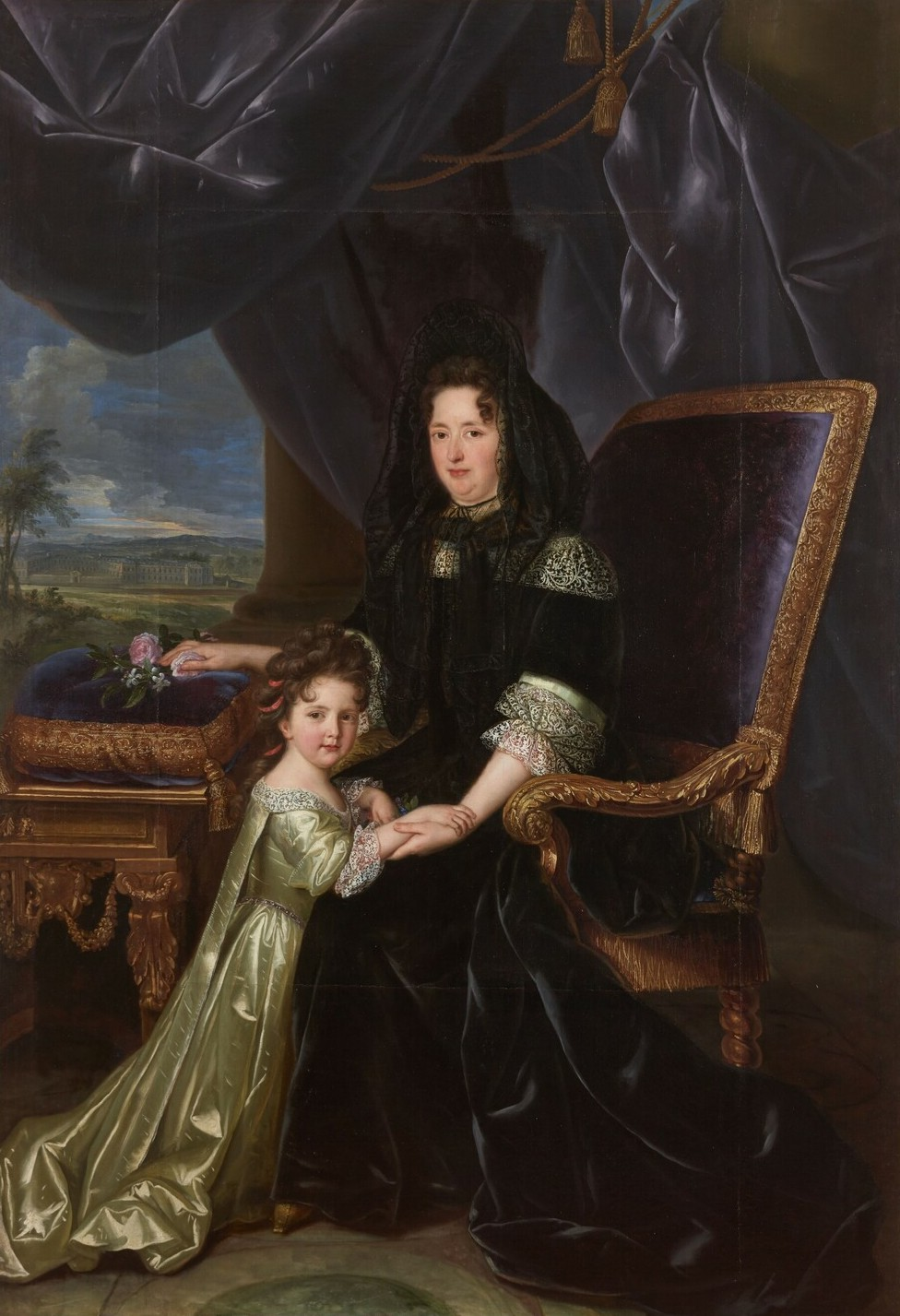
Madame de Maintenon ließ das veraltete Schloss umbauen. Später schenkte sie es ihrer Nichte, mit der sie auf diesem Gemälde von Louis Elle abgebildet ist.

Im ersten Jahrzehnt des 16. Jahrhunderts kam der Besitz an einen Gläubiger der Herren von Maintenon: Jean Cottereau. Er bekleidete unter den vier französischen Königen Ludwig XI., Karl VIII., Ludwig XII. und Franz I. das Amt eines Schatzmeisters von Frankreich (französisch: Trésorier de France). Kurz nachdem die Anlage in seinen Besitz übergegangen war, begann er mit umfangreichen Umbaumaßnahmen, welche die wehrhafte Burg in ein Landschloss im Stil der französischen Renaissance verwandelten. Cottereau ließ an der Nordseite zwischen den zwei Ecktürmen ein Corps de Logis errichten, dessen skulptierte Dekor-Elemente zum Teil noch an gotische Formen erinnern. Auch der niedrige Ostflügel wurde unter ihm erbaut, ebenso wie die 1521 fertiggestellte, nördlich des Schlosses stehende Kirche Saint-Nicolas, deren Errichtung im Jahr darauf die Gründung eines Kirchenkapitels mit einem Dekan und sechs Kanonikern nach sich zog. Die gesamten Bauarbeiten hielten bis in die 1520er Jahre an, denn erst in jenem Jahrzehnt wurde die Außenfassade des Nordflügels fertiggestellt. Cottereau ließ zudem – nach eigenen Entwürfen – einen ersten Obst- und Gemüsegarten auf dem Schlossareal anlegen, der heute jedoch nicht mehr erhalten ist.
Die ältere der zwei Töchter Jeans, Isabeau (auch Isabelle genannt), heiratete am 13. Februar 1526 Jacques I. d’Angennes, seigneur de Rambouillet, und brachte Schloss und Herrschaft an die Familie ihres Ehemanns. Nachdem Maintenon 1595 unter dessen Sohn Louis Charles François zur Baronie erhoben worden war, erreichte Louis Charles’ Sohn im Jahr 1641 die Erhebung des Besitzes zum Marquisat.
Schloss Maintenon blieb im Besitz der Familie Angennes, bis es am 27. Dezember 1674 von Charles François d’Angennes an Françoise d’Aubigné, die spätere Mätresse Ludwigs XIV. und Marquise de Maintenon, verkauft wurde. Der Kauf war ihr erst nach einer Schenkung von 25.000 Livres durch den König möglich geworden. Er erhob den Besitz im Jahr 1688 zudem zu einem Marquisat mit Pairschaft (französisch: marquisat-pairie). Zum Zeitpunkt des Kaufs durch Madame de Maintenon befand sich die Anlage in einem sehr schlechten Zustand. Um sich abseits des Hofes von Versailles dort zur Erholung zurückziehen zu können, ließ sie das für damalige Verhältnisse altmodische Schloss umfassend verändern und zu einem wohnlichen Landsitz umbauen. Es wurde ein neuer Gebäudetrakt an der Westseite zwischen dem Donjon und nordwestlichen Eckturm errichtet, der die Appartements Françoise d’Aubignés beheimatete. Die Pläne für deren Innengestaltung fußten mehrheitlich auf Ideen ihres Beichtvaters Abbé Gobelin. Die Räume des nördlichen Corps de Logis ließ die Schlossherrin vollständig erneuern und den Flügel nach 1684 durch eine über 60 Meter lange Galerie mit der Kirche Saint-Nicolas verbinden. Die Galerie nutzte auch Ludwig XIV. bei seinen häufigen Aufenthalten auf Schloss Maintenon in den Jahren 1685/86, um zu den Messen die königliche Empore in der Kirche zu erreichen. Die Anwesenheit des Königs fußte vor allem auf dem Fakt, dass er sich in jenen Jahren regelmäßig über den Fortschritt der Bauarbeiten am Eure-Kanal und dem heute noch als Ruine im Schlosspark erhaltenen Aquädukt informieren wollte, der das Wasser der Eure nach Versailles transportieren sollte. Für die Dauer seiner Besuche besaß er deshalb im Corps de Logis ein eigens für ihn eingerichtetes Schlafzimmer sowie ein Arbeitszimmer. Der zu jenen Zeiten obligatorische Barockgarten wurde von André Le Nôtre geplant und südlich des Schlosses angelegt. Um eine ungestörte Sicht auf den neuen Schlossgarten genießen zu können, ließ Françoise d’Aubigné die südliche Kurtine zwischen Donjon und südöstlichem Rundturm einreißen. Die Kosten für die umfangreichen Um- und Neubauten beliefen sich auf 140.000 Francs.

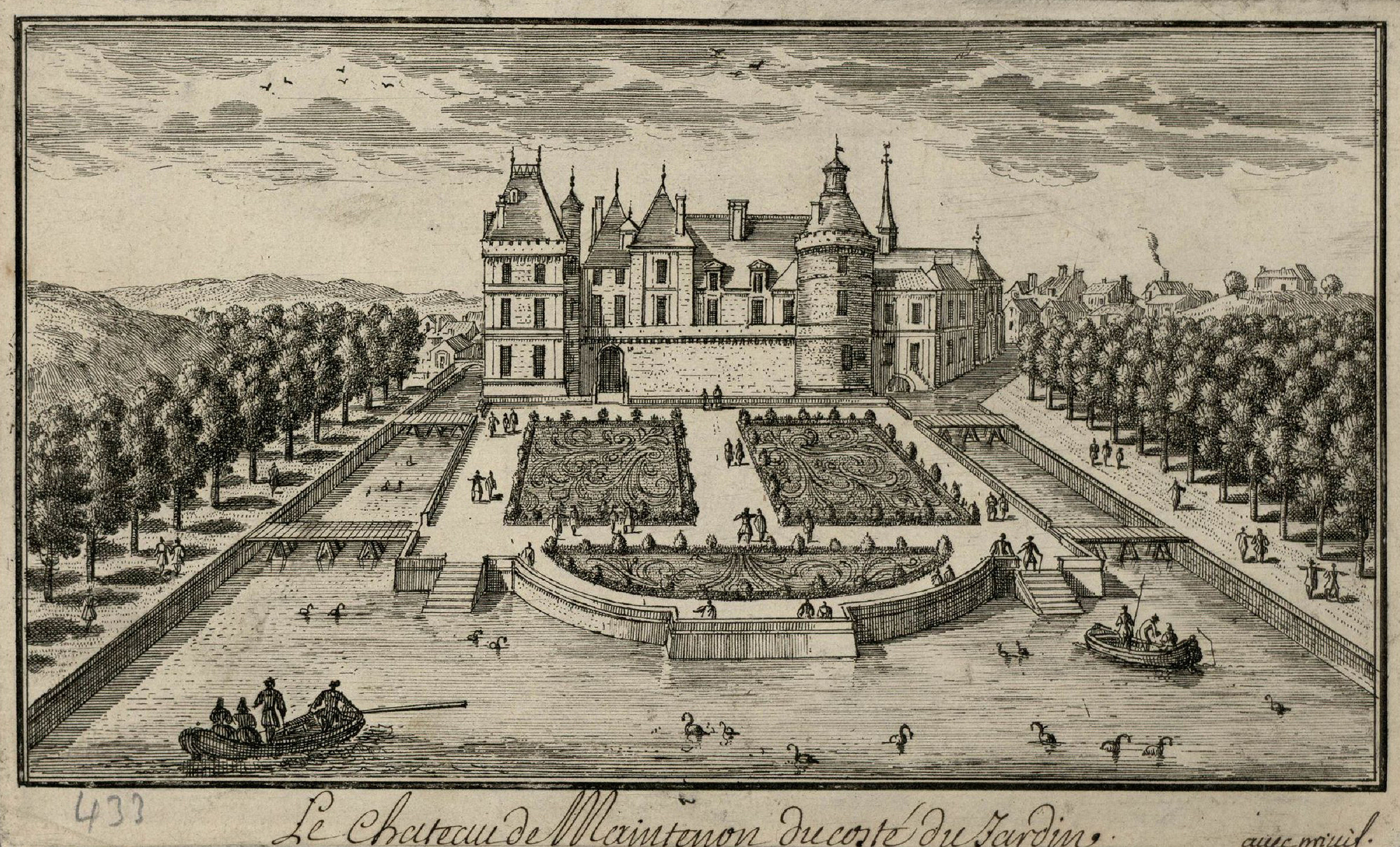
Südseite des Schlosses Maintenon im letzten Viertel des 17. Jahrhunderts

Madame de Maintenon schenkte das Schloss ihrer Nichte Françoise Amable d’Aubigné anlässlich deren Hochzeit mit dem damaligen Herzog von Ayen und späteren Herzog von Noailles, Adrien-Maurice de Noailles, dem Sohn des französischen Marschalls Anne-Jules de Noailles. Dessen Erben ließen das Schloss im 19. Jahrhundert restaurieren und instand setzen. Herzog Paul de Noailles ließ dabei die Galerie erneuern und stattete sie mit Porträtgemälden seiner Ahnen aus. Poisson nennt die Veränderungen in seiner Veröffentlichung „unglücklich“ und „plump“. Zu den dabei vorgenommenen Arbeiten zählen auch Umgestaltungen am hofseitigen Bogengang des Corps de Logis, die zur Regierungszeit Louis-Philippes nach dem Vorbild des Ostflügels vorgenommen wurden, und Veränderungen an der Außenfassade des Nordflügels. Ebenfalls im 19. Jahrhundert wurde der als Barockgarten angelegte Schlosspark nach Art der Englischen Landschaftsgärten umgestaltet.
Die Endszenen des 1981 erschienenen Films Der Profi wurden im Schloss Maintenon gedreht. Dieses blieb bis 1983 Eigentum der Familie Noailles, ehe es in jenem Jahr von Geneviève de Noailles der Stiftung Fondation du château de Maintenon überlassen wurde. Seit 2005 wird die Anlage vom Département Eure-et-Loir verwaltet.